# Carmela Mackenna
Carmela Mackenna (Subercaseaux) (født 31. juli 1879 i Santiago, Chile – død 1962) var en chilensk komponist og pianist af irsk afstamning.
Mackenna studerede komposition i Santiago de Chile og Berlin. Hun slog for alvor igennem i Europa i 1936 med sin Mass for mixed Chorus. Hun har skrevet orkesterværker, klavermusik etc.
Mackenna er tante til komponisten Alfonso Leng.

## Udvalgte værker
- Klaverkoncert (1934) - for klaver og orkester
- Messe  (1936) - for blandet kor a cappella